# Castillo de Badón
El castillo de Badón era una fortaleza del siglo XIV, ubicada el municipio zaragozano de Fayón, en lo alto de un cerro, en el Embalse de Riba-roja.

## Historia
Fayón fue reconquistada por Alfonso I el Batallador y entregada en honor regalis a Pedro de Biota. Al parecer, con posterioridad, fue posesión de la familia Moncada, quienes lo reconstruyeron, con el fin de vigilar el tránsito fluvial por el río Ebro de mercancías, sobre todo trigo, hacia Cataluña entre los siglos XII y XIV. Se sabe que en el siglo XVII pertenecía al marqués de Aytona.

## Descripción
Se trata de un castillo de reducido tamaño, construido sobre un peñasco, y que fue modificado durante las guerras carlistas. Los restos que han llegado hasta nuestros días lo componen el arranque de una torre de planta rectangular y un recinto murado que la rodean. Todo ello está construido en mampostería bastante irregular y salpicado por numerosas aspilleras para fusiles abiertas en el siglo XIX.

## Catalogación
El Castillo de Badón está incluido dentro de la relación de castillos considerados Bienes de Interés Cultural como zona arqueológica, en virtud de lo dispuesto en la disposición adicional segunda de la Ley 3/1999, de 10 de marzo, del Patrimonio Cultural Aragonés. Este listado fue publicado en el Boletín Oficial de Aragón del día 22 de mayo de 2006.